# Šimun Kožičić
Šimun Kožičić Benja (Zadar, oko 1460. – Zadar, 1536.) bio je modruški biskup i osnivač glagoljske tiskare u Rijeci.

## Životopis
Rođen je u uglednoj zadarskoj patricijskoj obitelji Benja-Kožičić, od majke Mlečanke iz ugledne obitelji Contarini. Iako su roditelji htjeli da postane vojnik odlučio se za svećenički poziv. Nakon školovanja u Zadru i Rimu 1502. godine postaje zadarskim kanonikom i upravitelj crkve Sv. Ivana izvan luke u Zadru. 
Modruškim biskupom imenuje ga papa Julije II. 1509. godine u vrijeme opće nesigurnosti izazvane porazom hrvatske vojske na Krbavskome polju 1493. godine. 
Kožičić je napisao poznato djelo Psaltir što je zapravo knjižica-molitvenik u kojoj se nalaze neke osnovne kršćanske molitve, te neki psalmi i druge pjesme za moljenje i pjevanje na misi. Takve su knjižice bile ujedno i početnice iz kojih su pripravnici za svećeničku službu i drugi vjernici učili čitati. Na prvoj stranici Kožičićeva "Psaltira" sasvim na vrhu stranice nalazi se bukvar, tj. popis svih hrvatskih slova napisan hrvatskim glagoljskim pismom. Zatim dolaze molitve Očenaš, Zdravo Marijo i početak Vjerovanja apostolskog. 
Na lateranskom koncilu u Rimu 1513. godine Šimun Kožičić Benja govori o nevoljama svoje domovine (De Croatae desolatione-Osamljena Hrvatska) i traži pomoć. Nakon što su Turci upali u Modruš, Benja odlazi u Rijeku gdje 1530. godine osniva glagoljsku tiskaru. 
Do 1531. godine tiska još 5 glagoljskih knjiga: Oficij rimski (molitvenik), Knjižice krsta (mali ritual),  Misal hruacki (misal), Knjižice od žitija rimskih arhijerov i cesarov (povijesno djelo o rimskim papama i carevima) i Od bitja redovničkog knjižice (priručnik o tome kakav treba biti redovnik). 
Godine 1532. vraća se u Zadar gdje je umire u ožujku 1536. godine. Pokopan je u franjevačkom samostanu Sv. Jeronima na Ugljanu, a njegov je brat Ivan Donat ondje postavio nadgrobni spomenik. Retrospektivni portret biskupa Šimuna Kožičića Benje nalazi se u Narodnom muzeju u Zadru.

## Djela
- Misal hruacki (elektronička inačica)
- Oficij rimski (elektronička inačica)

## Spomen
- Osnovna škola Šimuna Kožičića Benje, Zadar [1]
- Tjedan glagoljice – kulturna manifestacija Benja 2.0, manifestacija posvećena popularizaciji glagoljice, održava se u Rijeci od 2020. godine [2]
- Šimun Kožičić Benja (2003.), dokumentarni film Bernardina Modrića [3]

## Unutarnje poveznice
- "Otče naš" iz Kožičićeva Psaltira

## Vanjske poveznice
Mrežna mjesta
- Riječka glagoljska tiskara  Arhivirana inačica izvorne stranice od 13. ožujka 2021. (Wayback Machine)
- Šimun Kožičić Benja Hrvatska tehnička enciklopedija, portal hrvatske tehničke baštine. LZMK

- Kožičić Benja, Šimun(1460.–1536.), digitalne zbirke NSK